# Giornata mondiale della filosofia
La giornata mondiale della filosofia, in francese journée mondiale de la philosophie, è un evento mondiale creato dall'UNESCO celebrato ogni anno il terzo giovedì del mese di novembre. Fu celebrato per la prima volta il 21 novembre 2002.
In Italia, con il patrocinio ufficiale dell'UNESCO, viene celebrata ogni anno a Savona in Liguria dal polo di filosofia della Regione Liguria.
Nel 2023 il Ministero dell'istruzione e del merito, in collaborazione con la commissione nazionale italiana per l'UNESCO, ha indetto una giornata di studi intitolata "Philosophy and Sustainability".